# Juan Cruz Mallía
Pour les articles homonymes, voir Mallia.

a Compétitions nationales et continentales officielles uniquement.

b Matchs officiels uniquement.
Dernière mise à jour le 26 janvier 2025.
Juan Cruz Mallía, né le 11 septembre 1996 à Córdoba, est un joueur professionnel de rugby à XV, international argentin jouant au poste d'ailier, de centre ou d'arrière au Stade toulousain.
Après deux saisons au sein de la province argentine des Jaguares avec lesquels il est finaliste en 2019, Mallía devient joker médical du Stade toulousain en 2021 et remporte la Coupe d'Europe et le Championnat de France comme titulaire lors des deux finales. Il remporte aussi le Championnat de France en 2023, 2024 et 2025 et la Champions Cup en 2024.

## Biographie

### Jeunesse et formation
Juan Cruz Mallía naît le 11 septembre 1996 à Córdoba. Il y commence le rugby à XV au Jockey Club Córdoba. Il pratique aussi le football jusqu'à l'âge de quinze ans où il se spécialise dans le rugby. Il est également international argentin des moins de 20 ans et est le capitaine de cette sélection,.
En 2017, il participe au Americas Pacific Challenge avec l'Argentine XV, l'équipe réserve des Pumas. Il remporte cette compétition durant laquelle il marque notamment trois essais lors du dernier match face à l'Uruguay A.

### Début de carrière en Argentine (2018-2020)
Comme nombre d'internationaux argentins, Mallía joue pour l'unique franchise argentine du Super Rugby, les Jaguares, qui sont aussi l'équipe seconde de l'Argentine sur le plan international. Il joue son premier match dans le compétition le 4 mai 2018, face aux Chiefs. En 2018 et 2019, il dispute 12 matchs dans la compétition. De façon plutôt inhabituelle pour un ailier, il peut faire office de buteur. Il a aussi joué en Currie Cup avec l'équipe de réserve des Jaguares.
Mallía a joué son premier match international dans le cadre de la tournée de juin 2018 contre l'Écosse. La même année, il joue trois matchs du Rugby Championship, un contre chacune des autres nations.
Du haut de ses quatre sélections, il est retenu parmi les 31 joueurs argentins disputant la Coupe du monde 2019 au Japon.

### Stade toulousain (depuis 2021)
En janvier 2021, il s'engage en tant que joker médical avec le Stade toulousain pour pallier les absences sur blessure de Lucas Tauzin, Arthur Bonneval et Pita Ahki. Il joue son premier match le 20 février 2021 au Stade de Gerland face au Lyon olympique universitaire.
À la suite du forfait de Zack Holmes, il est titulaire comme second centre lors de la finale de Coupe d'Europe 2020-2021 contre le Stade rochelais. Durant ce match, il marque un essai et permet ainsi à son équipe de remporter son cinquième titre de champion d'Europe. Quelques semaines plus tard, il est titulaire à l'aile lors de la finale du Championnat de France contre la même équipe et remporte le titre, réalisant le doublé Coupe d'Europe - Championnat.
Après ses débuts réussis, il prolonge en juillet 2021 son contrat avec le club toulousain.
Juan Cruz Mallía manque le début de saison 2022-2023, car il participe au Rugby Championship 2022 durant lequel il joue les six matchs de l'Argentine en tant que titulaire au poste d'arrière,. Par la suite, il obtient beaucoup de temps de jeu, notamment grâce à sa polyvalence qui lui permet de jouer à tous les postes de lignes arrières. Pendant la période du Tournoi des Six Nations 2023, il est même titularisé à l'ouverture pour suppléer les absences de Romain Ntamack et Thomas Ramos. Il devient également le buteur de l'équipe pour ces matchs. Cette saison, son club se qualifie jusqu'en demi-finale de la Champions Cup, avant d'être éliminé aux portes de la finale par le Leinster, une défaite 41 à 22,. Toutefois, en championnat, les Toulousains terminent à la première place de la saison régulière, se qualifiant donc en demi-finale où ils battent largement le Racing 92 sur le score de 41 à 14 et retrouvent donc le Stade rochelais en finale, comme en 2021,. Mallía ne participe cependant pas à cette rencontre car il est victime d'une commotion cérébrale lors de la dernière journée de la saison régulière,. Il fait son retour pour la finale et entre en jeu en seconde période à la place d'Arthur Retière. Dans un match très serré, Toulouse s'impose en fin de match et l'emporte 29 à 26,. Juan Cruz Mallía remporte donc le Bouclier de Brennus pour la deuxième fois de sa carrière.
À l'issue de cette saison, il prolonge son contrat avec le Stade toulousain de deux ans, soit jusqu'en 2026. Il est aussi sélectionné dans un groupe de 48 joueurs pour préparer la Coupe du monde 2023.
Le 25 mai 2024, il est titulaire à l'aile droite avec le Stade toulousain en finale de la Champions Cup au Tottenham Hotspur Stadium de Londres face au Leinster. Les Toulousains s'imposent 31 à 22 après les prolongations face aux irlandais et remportent ainsi le 6e titre de champions d'Europe du club.
Un mois plus tard, il est de nouveau titulaire en finale du Top 14, organisée exceptionnellement au Stade Vélodrome de Marseille, contre l'Union Bordeaux Bègles. Les Toulousains l'emportent 59 à 3, plus large score de l'histoire en finale du championnat de France.

## Statistiques

### En club
| Saison                 | Saison                 | Championnat | Championnat | Championnat | Championnat | Championnat | Championnat | Championnat | Coupe d'Europe/Currie Cup | Coupe d'Europe/Currie Cup | Coupe d'Europe/Currie Cup | Coupe d'Europe/Currie Cup | Coupe d'Europe/Currie Cup | Coupe d'Europe/Currie Cup | Coupe d'Europe/Currie Cup |
| Saison                 | Saison                 | Compétition | M           | Pts         | Ess.        | Pén.        | Tr.         | Dp.         | Compétition               | M                         | Pts                       | Ess.                      | Pén.                      | Tr.                       | Dp.                       |
| ---------------------- | ---------------------- | ----------- | ----------- | ----------- | ----------- | ----------- | ----------- | ----------- | ------------------------- | ------------------------- | ------------------------- | ------------------------- | ------------------------- | ------------------------- | ------------------------- |
| 2018                   | Jaguares               | Super Rugby | 3           | -           | -           | -           | -           | -           | -                         | -                         | -                         | -                         | -                         | -                         | -                         |
| 2019                   | Jaguares               | Super Rugby | 9           | 9           | 1           | -           | 2           | -           | Currie Cup                | 6                         | 22                        | 4                         | -                         | 1                         | -                         |
| 2020                   | Jaguares               | Super Rugby | 4           | -           | -           | -           | -           | -           | -                         | -                         | -                         | -                         | -                         | -                         | -                         |
| Total Jaguares         | Total Jaguares         | Super Rugby | 16          | 9           | 1           | 0           | 2           | 0           | Currie Cup                | 6                         | 22                        | 4                         | -                         | 1                         | -                         |
| 2020-2021              | Stade toulousain       | Top 14      | 7           | -           | -           | -           | -           | -           | Coupe d'Europe            | 2                         | 5                         | 1                         | -                         | -                         | -                         |
| 2021-2022              | Stade toulousain       | Top 14      | 15          | 35          | 7           | -           | -           | -           | Coupe d'Europe            | 4                         | -                         | -                         | -                         | -                         | -                         |
| 2022-2023              | Stade toulousain       | Top 14      | 14          | 28          | 2           | 4           | 3           | -           | Coupe d'Europe            | 5                         | 15                        | 3                         | -                         | -                         | -                         |
| 2023-2024              | Stade toulousain       | Top 14      | 14          | 86          | 6           | 4           | 22          | -           | Coupe d'Europe            | 6                         | 20                        | 4                         | -                         | -                         | -                         |
| 2024-2025              | Stade toulousain       | Top 14      | 12          | 97          | 6           | 7           | 23          | -           | Coupe d'Europe            | 6                         | -                         | -                         | -                         | -                         | -                         |
| Total Stade toulousain | Total Stade toulousain | Top 14      | 62          | 246         | 21          | 15          | 48          | -           | Coupes d'Europe           | 23                        | 40                        | 8                         | -                         | -                         | -                         |

## Palmarès

### En club
- Jaguares
  - Finaliste de Super Rugby en 2019
  - Vainqueur de la Currie Cup en 2019
- Stade toulousain
  - Vainqueur du Championnat de France en 2021, 2023, 2024 et 2025
  - Vainqueur de la Coupe d'Europe en 2021 et 2024

### En sélection nationale
- Argentine XV
  - Vainqueur du Americas Pacific Challenge en 2017